# Gefahr

Zeichen 101 des Verkehrszeichenkatalogs der deutschen Straßenverkehrsordnung: „Gefahrstelle“ Diese Form des Verkehrszeichens ist in Europa üblich.

Gefahrenzeichen
(alte)

Eine Gefahr (Abkürzung Gef.) ist eine Situation, die bei ungehindertem Ablauf des objektiv zu erwartenden Geschehens zu einem Schaden führt, wobei für den Schadenseintritt eine hinreichende Wahrscheinlichkeit verlangt wird und von einem Schaden erst gesprochen werden kann, wenn eine nicht unerhebliche Beeinträchtigung vorliegt. Dagegen bezeichnet Gefährdung die Möglichkeit eines Schadens oder einer gesundheitlichen Beeinträchtigung ohne bestimmte Anforderungen an deren Ausmaß oder Eintrittswahrscheinlichkeit. Der Schaden kann Personen, Sachen, Sachverhalte, Tiere oder Umwelt betreffen.

## Allgemeines
Das Wort Gefahr stammt aus dem mittelhochdeutschen gevāre „Hinterhalt, Betrug“, abgeleitet aus dem zwischen 863 und 871 aufgekommenen althochdeutschen fāra. Der heutige Gefahrenbegriff besitzt in mehreren Fachgebieten einen leicht modifizierten Begriffsinhalt, wobei allen gemeinsam ist, dass dem Gefährdeten ein Schaden (Personenschaden und/oder Sachschaden) oder ein sonstiger Nachteil droht.
Als Gefahrenzeichen wird etwa ein Gefahrsymbol (Piktogramm) oder ein anderes akustisches oder optisches Gefahrsignal als Warnung verwendet, Kennziffern (Gefahrenzahl) einer Gefahrenskala, als Gefahrenstufe oder Gefahrenklasse, Gefahrenzone oder anderer Klassifizierungen von Gefahr, Bedrohung, Gefährdung oder Risiko.

## Definitionen
Allgemein ist zu unterscheiden:
- Gefährdung (englisch hazard): eine potenzielle Gefahrenquelle (Schadensquelle).
- Gefahr (englisch danger): Die mögliche Schadenswirkung der Gefahrenquelle oder der Zustand einer Bedrohung durch eine Gefahrenquelle.
- Schaden (englisch harm; damage, injury): Die konkrete schädigende Auswirkung der Gefahrenquelle, als Möglichkeit oder Wirklichkeit.
- Risiko (englisch risk): Verbindung oder Kombination der Wahrscheinlichkeit eines Schadensfalls und des Schadensausmaßes.

Gefahr und Risiko werden in der Versicherungswirtschaft oft synonym verwendet, ihre Abgrenzung gegeneinander fällt nicht immer leicht.

### Versicherungswesen
Versicherungsschutz ist das vom Versicherer im Versicherungsvertrag übernommene versicherte Risiko, also der Schutz des Versicherungsnehmers oder einer versicherten Person vor versicherten Gefahren. Versicherte Gefahren sind die Ereignisse, deren Eintreten vertragsgemäß einen wichtigen Bestandteil des Versicherungsfalls darstellen. Aus rechtlicher Sicht verpflichtet der Versicherungsvertrag den Versicherer nach der Gefahrtragungstheorie zum Tragen der versicherten Gefahr gegen Zahlung einer Versicherungsprämie. Risikotheoretisch ist die Gefahr durch die Ungewissheit und – im Fall des Eintritts – durch den wirtschaftlichen Nachteil für den Risikoträger geprägt. Das „versicherungstechnische Risiko“ ist die „Gefahr und die Möglichkeit, dass die Zahl oder der Umfang der Schäden das Ausmaß überschreiten, das der Prämienberechnung zugrunde liegt“.

### Ingenieurwissenschaften
In den Ingenieurwissenschaften umfasst die VDE 31000 /VDE1987/ allgemeine Leitsätze für das sicherheitsgerechte Gestalten technischer Erzeugnisse: „Gefahr ist eine Sachlage, bei der das Risiko größer als das Grenzrisiko ist.“

### Arbeitssicherheit
Im Falle der Arbeitssicherheit gilt: Eine Gefährdung entsteht, wenn ein Mensch räumlich und zeitlich in Kontakt mit einem verletzungsbewirkenden Faktor kommen kann. Dabei können mehrere gefahrbringende Bedingungen zusammenspielen.
Durch technische, organisatorische und persönliche Maßnahmen sollen Gefährdungen und das Wirksamwerden von Gefahren verhindert werden.
- Als Restrisiko werden Gefahren bezeichnet, deren Risiko unterhalb des Grenzrisikos liegen. Diese Gefahren werden also toleriert.
- Grenzrisiko bezeichnet das höchste akzeptable Risiko, unter dem eine Situation noch sicher ist. Die Grenze kann durch gesetzliche, gesellschaftliche oder persönliche Normen bestimmt sein.

Rechtslage in Deutschland
Die Gefahren, die zu einem konkreten Arbeitsplatz gehören, werden bei der Gefährdungsbeurteilung z. B. durch den Arbeitgeber oder den Verantwortlichen Personen gemäß § 13 Arbeitsschutzgesetz (ArbSchG) festgestellt und protokolliert. Der Arbeitgeber entscheidet über die zu treffenden Maßnahmen des Arbeitsschutzes; er ist jedoch an den arbeitswissenschaftlichen Erkenntnisstand i. S. v. § 4 ArbSchG gebunden. Der Betriebsarzt und die Fachkraft für Arbeitssicherheit gehören nicht zur Linie innerhalb der betrieblichen Organisation und werden hinsichtlich der Beurteilung der Arbeitsbedingungen grundsätzlich nur beratend tätig.

### Signalwort ‚Gefahr‘
In der schriftlichen Kommunikation (z. B. Gebrauchsanleitungen) wird das Signalwort Gefahr eingesetzt, um die Aufmerksamkeit des Lesers auf eine bestimmte Textstelle zu lenken. Gefahr darf nur verwendet werden, um vor Gefahren zu warnen, die zum Zeitpunkt der Warnung bereits vorhanden sind (z. B. heiße Oberflächen, scharfe Kanten, Quetschstellen usw.). Es wird ausschließlich bei Gefahren vor Personenschäden eingesetzt.
Auch die Kennzeichnung von Gefahrstoffen nach dem globalen System GHS fordert das Anbringen eines Signalworts auf dem Kennzeichnungsetikett je nach Gefahrenkategorie: Achtung (engl. warning, Abkürzung Achtg.) oder Gefahr (danger, Abk. Gef., alle ohne Ausrufezeichen). Hierbei steht ‚Gefahr‘ für die „schwerwiegenden“ Gefahrenkategorien.

### Sozialwissenschaften und Sozialphilosophie
In den Sozialwissenschaften, speziell in der Soziologie wird, u. a. unterschieden zwischen der unbestimmten „Gefahr“ und dem berechenbaren „Risiko“. Vgl. dazu die Katastrophensoziologie.
Eine andere Definition dieser Begriffe geht auf Niklas Luhmanns Systemtheorie zurück. Ihm bedeutet „Gefahr“ die Möglichkeit eines zukünftigen Schadens oder Nachteil, dessen Eintreten unabhängig von meinem Verhalten oder Entscheiden der Umwelt zugerechnet wird. „Risiko“ dagegen ist für ihn eine Selbstzuschreibung, also von der eigenen Entscheidung abhängig.

### Betriebswirtschaftslehre
In der Betriebswirtschaftslehre verursachen Risiken schwer kalkulierbare Wagniskosten. Ist das vorhandene Risiko {\displaystyle R_{e}} größer als das Grenzrisiko {\displaystyle R_{G}}, liegt eine Gefahr {\displaystyle G} vor:
{\displaystyle G=R_{e}>R_{G}}.
Sicherheit {\displaystyle S} ist entsprechend vorhanden, wenn
{\displaystyle S=R_{e}<R_{G}}.
Die Sicherheit beginnt technisch und wirtschaftlich erst unterhalb des Grenzrisikos und ist am höchsten, wenn gar kein Risiko mehr vorhanden ist. Ist das vorhandene Risiko dagegen größer als das vertretbare Grenzrisiko, liegt eine Gefahr vor.

### Recht
Gefahr ist auch ein Rechtsbegriff, der sehr häufig im Strafrecht (etwa § 34 StGB beim Notstand, § 21 StPO bei Gefahr im Verzug), Zivilrecht (§ 446 BGB beim Gefahrübergang, § 644 BGB bei der Preisgefahr), Handelsrecht (§ 410 HGB beim Gefahrgut) oder Versicherungsrecht (§ 23 VVG bei Gefahrerhöhung) vorkommt.
Das Verwaltungsrecht zielt auf die polizei- und ordnungsrechtliche Aufgabe der Gefahrenabwehr ab. „Eine Gefahr liegt vor, wenn eine Sachlage oder ein Verhalten bei ungehindertem Ablauf des objektiv zu erwartenden Geschehens in absehbarer Zeit und mit hinreichender Wahrscheinlichkeit ein polizeilich geschütztes Rechtsgut schädigen wird.“ Maßgeblich ist, ob eine Sachlage oder ein Verhalten gegeben ist, aus dem die Wahrscheinlichkeit einer Schädigung nach bewährten Erfahrungssätzen folgt (objektiv gegebene Gefahr). Die Gefahr ist hier eine Sachlage, die in absehbarer Zeit mit hinreichender Wahrscheinlichkeit zu einem Schaden für die öffentliche Sicherheit führen würde. Dabei ist zu unterscheiden zwischen konkreter und abstrakter Gefahr. Eine konkrete Gefahr liegt vor, wenn in dem zu beurteilenden konkreten Einzelfall in überschaubarer Zukunft mit dem Schadenseintritt hinreichend wahrscheinlich gerechnet werden kann; eine abstrakte Gefahr ist gegeben, wenn eine generell-abstrakte Betrachtung für bestimmte Arten von Verhaltensweisen oder Zuständen zu dem Ergebnis führt, dass mit hinreichender Wahrscheinlichkeit ein Schaden im Einzelfall einzutreten pflegt und daher Anlass besteht, diese Gefahr mit generell-abstrakten Mitteln, also einem Rechtssatz zu bekämpfen; das hat zur Folge, dass auf den Nachweis der Gefahr eines Schadenseintritts im Einzelfall verzichtet werden kann. Darf der handelnde Beamte aufgrund von Anhaltspunkten von einer Gefahr ausgehen, spricht man von einer Anscheinsgefahr, die der konkreten Gefahr gleichsteht. Die konkrete Gefahr ist mithin die in einem Einzelfall bestehende Gefahr, die abstrakte Gefahr das bloß gedachte Geschehen, das dem Erlass von Rechtsnormen zugrunde liegt. Beispielsweise ist der nicht korrosionssichere Heizöltank des Eigentümers X konkret gefährlich, nicht korrosionssichere Heizöltanks allgemein sind abstrakt gefährlich. Die Abwehr drohender Gefahren und die Beseitigung eingetretener Störungen der öffentlichen Sicherheit ist die Aufgabe von Polizei und Ordnungsbehörden, wobei eine konkrete Gefahr die Voraussetzung polizeilicher oder ordnungsbehördlicher Maßnahmen im Einzelfall vorhanden sein muss.
Auch viele andere Rechtsgebiete benutzen den Begriff, ohne ihn zu definieren im Zusammenhang mit Gefahrenklasse, Gefahrstoff oder umweltgefährlichen Stoffen. Sie betrachten den Gefahrenbegriff je nach Regelungsziel leicht modifiziert und nicht deckungsgleich.

## Arten der Gefahr
- Typologisches: dazu unter Katastrophe
- Einschätzungen im Rahmen von Risikomanagement (Wirtschaft, Technik allgemein) und Risikoanalyse (Betriebswirtschaftslehre)
- Gefahren für kritische Infrastrukturen
  - natürliche Gefahren: Stürme, Tornados, Extremniederschläge, Hochwasser, Dürren, Erdbeben, Epidemien und Pandemien
  - Anthropogene Gefahren: Unfälle, Systemversagen, Sabotage, Schadprogramme, Terrorismus, Krieg
- rechtliche Gefahren

Gefahrenarten in der Rechtswissenschaft
Konkrete GefahrEine konkrete Gefahr beinhaltet jede Sachlage, die bei ungehindertem Ablauf des objektiv zu erwartenden Geschehens mit hinreichender Wahrscheinlichkeit zu einer Verletzung der Schutzgüter führt.
Beispiel: Eine Person sitzt neben einer Benzin-Zapfsäule, hat Zigarette und Feuerzeug in der Hand. Es besteht die Gefahr einer Entzündung des Benzins.
Abstrakte GefahrDie abstrakte Gefahr liegt zeitlich nicht im Vorfeld der konkreten Gefahr. Abstrakte und konkrete Gefahr unterscheiden sich auch nicht hinsichtlich der Wahrscheinlichkeit des Schadenseintritts. Es ist bei der abstrakten Gefahr vielmehr so, dass die Gefahrenquelle kein konkreter einzelner Sachverhalt ist, sondern ein gedachter, typisierter Lebenssachverhalt, aus dem sich eine Gefahr für Schutzgüter der Öffentlichen Sicherheit oder Ordnung ergeben kann.
Beispiel: Für den stark frequentierten Fußgängerbereich einer Innenstadt besteht die (abstrakte) Gefahr, dass durch frei umherlaufende große Hunde oder Kampfhunde dort befindliche Erwachsene, Kinder oder andere Hunde gebissen werden. Eine Stadt kann nun dieser abstrakten Gefahr durch eine (auf einer gesetzlichen Ermächtigungsgrundlage beruhende) Verordnung über einen Leinenzwang begegnen.
AnscheinsgefahrDer Schadenseintritt ist hinreichend wahrscheinlich, jedoch bestand im Nachhinein gesehen keine tatsächliche Gefahr. Die Anscheinsgefahr ist eine nach herrschender Meinung polizeirechtlich vollwertige Gefahr. Es gibt allerdings auch Ansichten, die mit gut vertretbaren Argumenten die Existenz der Kategorie der Anscheinsgefahr ablehnen und derartige Fälle als Situationen ansehen, in denen keine Gefahr besteht, weil eben tatsächlich kein Schadenseintritt droht.
Beispiel: Einem Polizisten wird mitgeteilt, ein Koffer auf dem Marktplatz enthalte eine Bombe. Er verfügt daraufhin die Räumung des Marktplatzes; nachher ergibt sich, dass der Koffer leer war.
Putativgefahr (auch Scheingefahr)Irrige Annahme einer Gefahr, wobei die Fehleinschätzung auf einer unvertretbaren Einschätzung beruht. Es liegt keine polizeirechtlich relevante Gefahr vor. Die Putativgefahr ermächtigt nicht zu Gefahrenabwehrmaßnahmen. Solche sind mithin rechtswidrig.
Beispiel: Ein Polizist sieht, wie ein Kind mit einer Spielzeugpistole hantiert, die offensichtlich als solche zu erkennen ist. Er schreitet ein und beschlagnahmt das Spielzeug.
GefahrverdachtEine Gefahr wird für möglich gehalten, auch wenn subjektiv noch Zweifel vorhanden sind. Der Schadenseintritt ist nicht hinreichend wahrscheinlich, jedoch möglich.
Es handelt sich um eine Gefahr i. S. d. Gesetzes, jedoch sind im Rahmen der Verhältnismäßigkeit vorerst nur gering einschneidende Maßnahmen zu ergreifen (z. B. Gefahrerforschung)

## Klassifizierung und Kennzeichnung von Gefahr
- Gefahrenhinweise als allgemeine Gebrauchsanweisung
- Gefährdung in Sinne des Arbeitsschutzes
- Warnfarben als Signalfarbe in vielen Gebieten der Technik, aber auch in der Natur
- Gefahrzeichen, Verkehrszeichen der Straßenverkehrsordnungen
- Warnzeichen
- Sicherheitszeichen nach DIN 4844-2
- Gefahrgut im Straßenverkehr nach dem ADR:
  - Gefahrgutklasse mit dem zugehörigen Gefahrzettel, z. B. „4.1“
  - Gefahrnummer (Kemlerzahl) auf der Gefahrentafel, z. B. „33 | 1203“ mit der UN-Nummer des Stoffs
- Gefahrstoffe (Chemikalien) nach GHS:
  - Gefahrenpiktogramme mit dem zugehörigen Signalwort, z. B. ein Piktogramm einer Flamme mit „Gefahr“
  - H- und P-Sätze (Gefährdungs- und Sicherheitshinweise), z. B. „H302“
- Akustische Gefahrsignale (Warnsignale):
  - Sirenensignale im Rahmen des Zivilschutzalarms
  - Gefahrensignale für Arbeitsstätten nach ISO 7010
  - Gefahrensignale des Signalbuchs für den Eisenbahnverkehr
- Gefahrenzonen, die sich auf einen bestimmten Grenzwert oder Schwellwert eines Gefahrenpotentials beziehen:
  - Sicherheitsabstände in zahlreichen Situationen des Alltags
  - Gefahrenbereiche etwa bei Feuerwehreinsätzen
  - Gefahrenzonen einer Gefahrenkarte in Bebauungsplänen von Bereichen, die der Lawinen-, Bergsturz oder Überschwemmungsgefahr unterliegen, oder im Umkreis um Vulkane und in Erdbebenzonen
- Maurer-Schema zur Risikobewertung bei Großveranstaltungen
- Gefährdungsskalen für Naturerscheinungen
  - Europäische Gefahrenskala für Lawinen
  - Waldbrandwarnstufe
  - Richterskala zur Klassifizierung der Stärke von Erdbeben anhand ihrer Schadfolgen
  - Beaufortskala der Windstärke, Fujita-Skala der Schadensklassifikation für Starkwinderscheinungen
  - Turiner Skala und Palermo-Skala, die Gefährdung und Grad der Zerstörung durch Einschlag eines Asteroiden und Kometen auf der Erde geben
- Gefährdungsstufen für Tier- und Pflanzenarten je nach Grad der Bedrohung; siehe Rote Liste gefährdeter Arten

Gefahrenstufen in der Rechtswissenschaft:
Gegenwärtige GefahrDas schädigende Ereignis steht unmittelbar oder in allernächster Zukunft mit an Sicherheit grenzender Wahrscheinlichkeit bevor, bzw. hat bereits begonnen (zeitlich erhöhte Schadensnähe). Eine gegenwärtige Gefahr wird für bestimmte Befugnisse vorausgesetzt.
Beispiel: Eine betrunkene Person nimmt in einem PKW Platz und legt den Gang ein.
Gefahr im Verzugeine Sachlage, bei der ein Schaden eintreten würde, wenn nicht an Stelle der zuständigen Behörde oder Person eine andere Behörde oder Person tätig wird.
Dringende Gefahrliegt vor, wenn eine Sachlage oder ein Verhalten bei ungehindertem Verlauf eines objektiv zu erwartenden Geschehens mit hinreichender Wahrscheinlichkeit ein wichtiges Rechtsgut schädigen wird. Die dringende Gefahr setzt KEINE zeitliche Dringlichkeit voraus.

## Zitate
- Die erste Reaktion eines Menschen auf Schwierigkeiten und Gefahren ist ein Sammeln und Anspannen aller vitalen Energien, damit sie wach und bereit seien zum Einsatz gegen die feindlichen Umstände.[20]
- Der Soldat ist überzeugt, dass ihm eine gewisse beliebig ins Unendliche zu verlängernde Frist gewährt sei, bevor er getötet, der Dieb, bevor er gefasst wird, die Menschen im allgemeinen, bevor sie sterben müssen. Das ist der Talisman, der die Individuen – und bisweilen die Völker – nicht gegen die Gefahr selbst, aber gegen die Furcht vor der Gefahr, genauer noch, gegen den Glauben an die Gefahr schützt und in gewissen Fällen dazu verhilft, sich die Gefahr zuzumuten, ohne mutig zu sein.[21]